# هامپستید، کبک
هامپستید (به فرانسوی: Hampstead) شهرکی در ناحیه مونترئال در استان کبک کانادا است. در سرشماری سال ۲۰۱۱ این شهرک ۷٬۲۶۲ نفر جمعیت داشته‌است و مساحت آن ۱٫۷۶ کیلومتر مربع است.